# Forskningscenter Risø

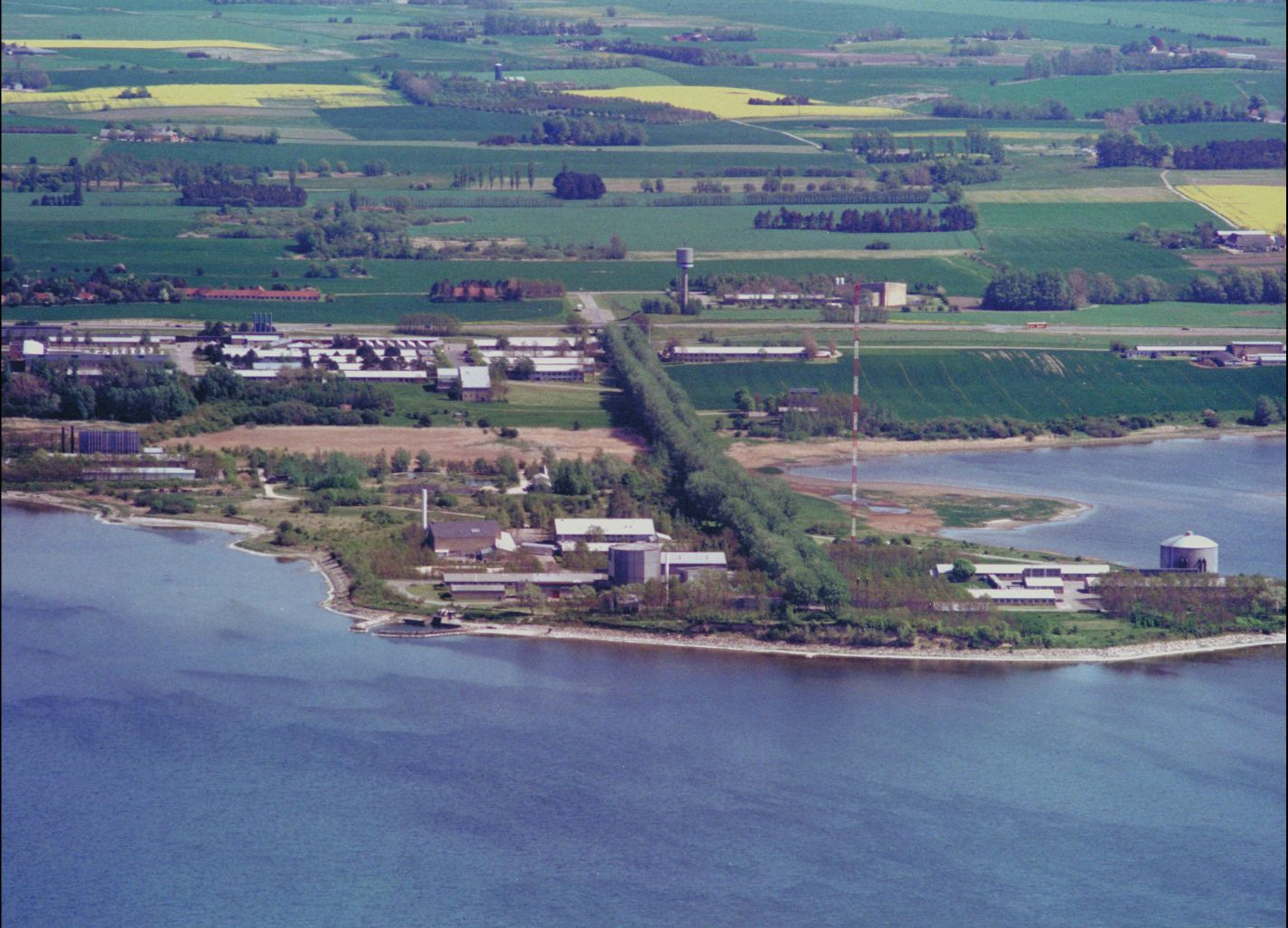
Risø sett från Roskilde Fjord mot öst. De två små, runda byggnaderna ytterst på halvön innehöll reaktorerna DR2 och DR3

Forskningscenter Risø i Roskilde är ett centrum för forskning om bland annat nya energiformer.
Det grundades 1955 under namnet Forsøgsanlæg Risø  för forskning om fredligt utnyttjande av kärnkraften. Bland de som låg bakom bildandet fanns bland annat fysikern och nobelpristagaren Niels Bohr.
Under 1970-talet lades forskningen om kärnkraft ner då den blivit kontroversiell och istället satsades på forskning kring alternativa energikällor. Efter en folkomröstning 1985 försvann alla planer på att bygga danska kärnkraftverk och anläggningen bytte till det nuvarande namnet. Den enda forskning om kärnkraft som finns kvar är hur man avvecklar kärnkraftverk.
Forskningscentret ligger på halvön Risø i Roskildefjorden, cirka 6 km norr om Roskilde.

## Reaktorer
| Namn | Effekt | Startad | Stängd | Nermonterad |
| ---- | ------ | ------- | ------ | ----------- |
| DR1  | 2 kW   | 1957    | 2001   | 2003-2006   |
| DR2  | 5MW    | 1958    | 1975   | 2003        |
| DR3  | 10MW   | 1960    | 2000   | 2003        |